# Dołga
Dołga – struga w północno-zachodniej Polsce, lewy dopływ Gwdy.
Dołga bierze początek od południowego brzegu jeziora Dębno. Następnie przepływa przez pobliskie Jezioro Stepieńskie, biegnąc dalej w kierunku południowo-wschodnim do Dołgiego Jeziora. Po zwężeniu jeziora wypływa w kierunku południowym, by odbić w kierunku zachodnim tj. wsi Gwda Wielka. Płynie przez północną część wsi i uchodzi w niej do Gwdy.
Na niemieckiej mapie z 1893 r. strugę oznaczono nazwą Dolgen Fluß.
Na mapie z 1936 r. strugę oznaczono niemiecką nazwą Lüthofbach. W 1949 r. ustalono urzędowo polską nazwę Dołga.